# كاريليا (مقاطعة تاريخية فنلندية)

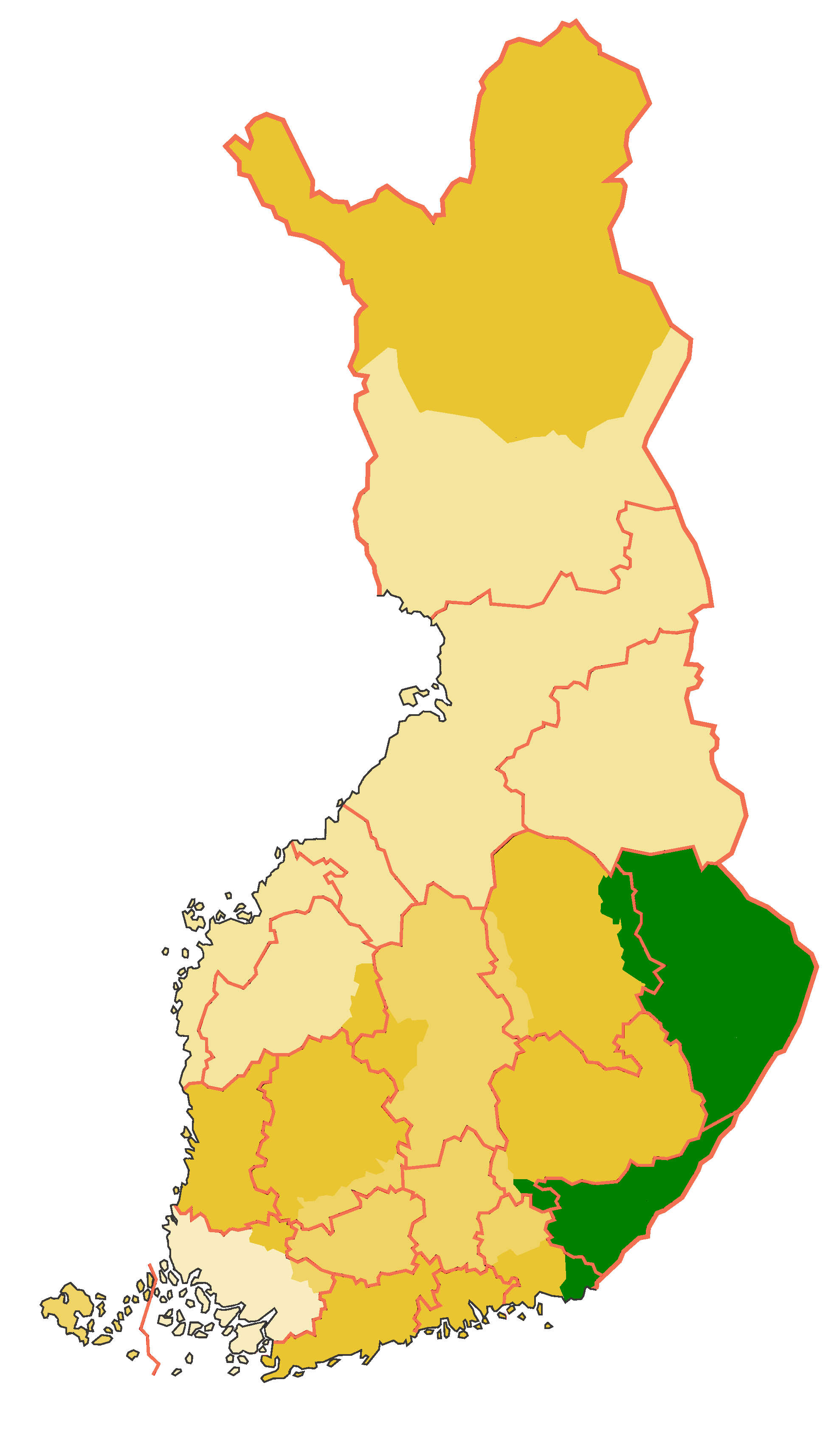

كاريليا مقاطعة فنلندية تاريخية . تمثل كاريليا الغربية والتي خضعت خلال الألفية الثانية للهيمنة الغربية ، ودينيا وسياسيا. الغربي، أي كاريليا الفنلندية منفصل عن الشرقية، أي كاريليا الروسية ، الذي كانت تهيمن عليه نوفغورود ودوله الخلف بدءا من القرن الثاني عشر.
كان يحد كاريليا المقاطعات التاريخية التالية: أوسيما وسافو وبوهيانما. إضافة إلى روسيا وخليج فنلندا.